# Kdoulovec čínský

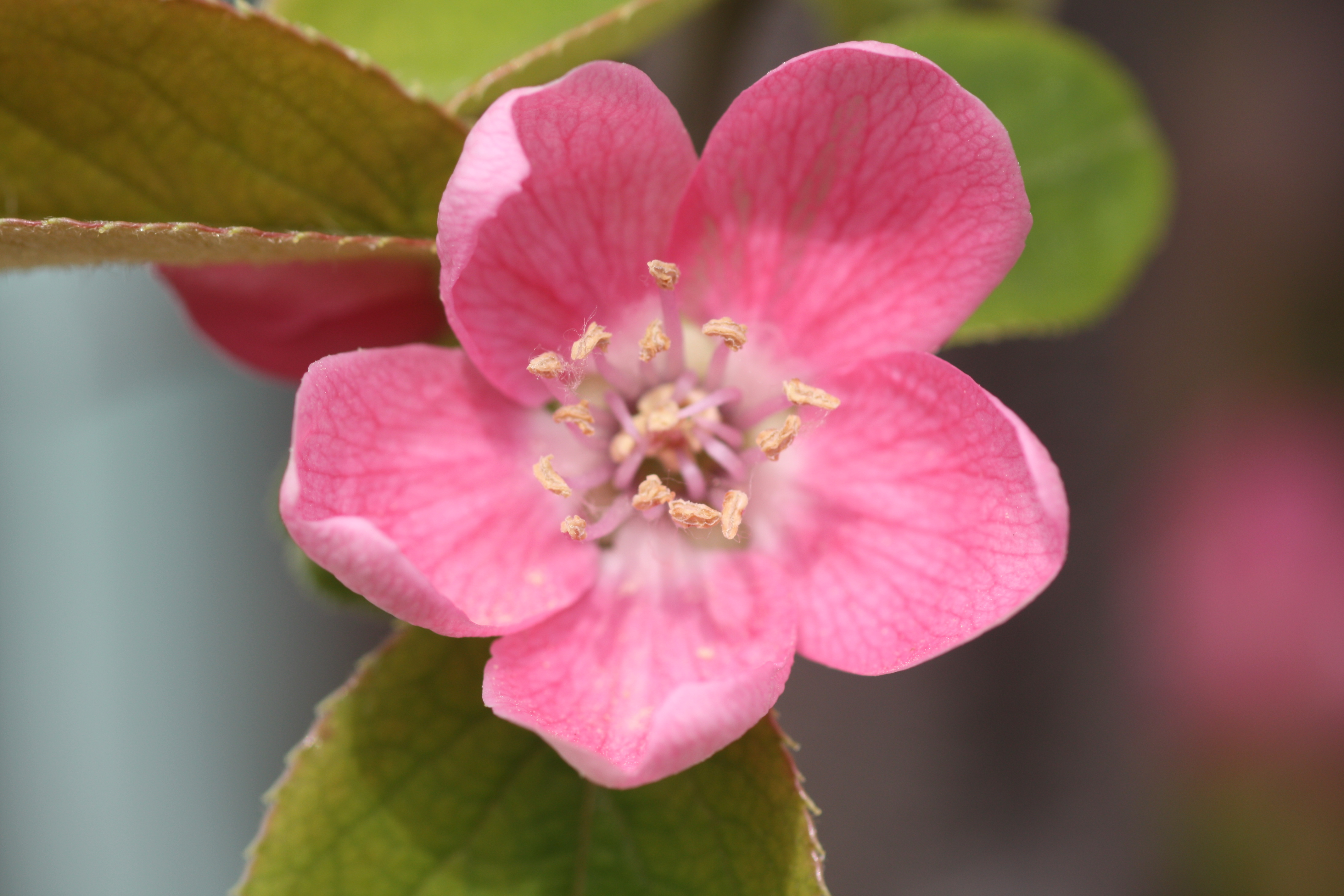
Květ

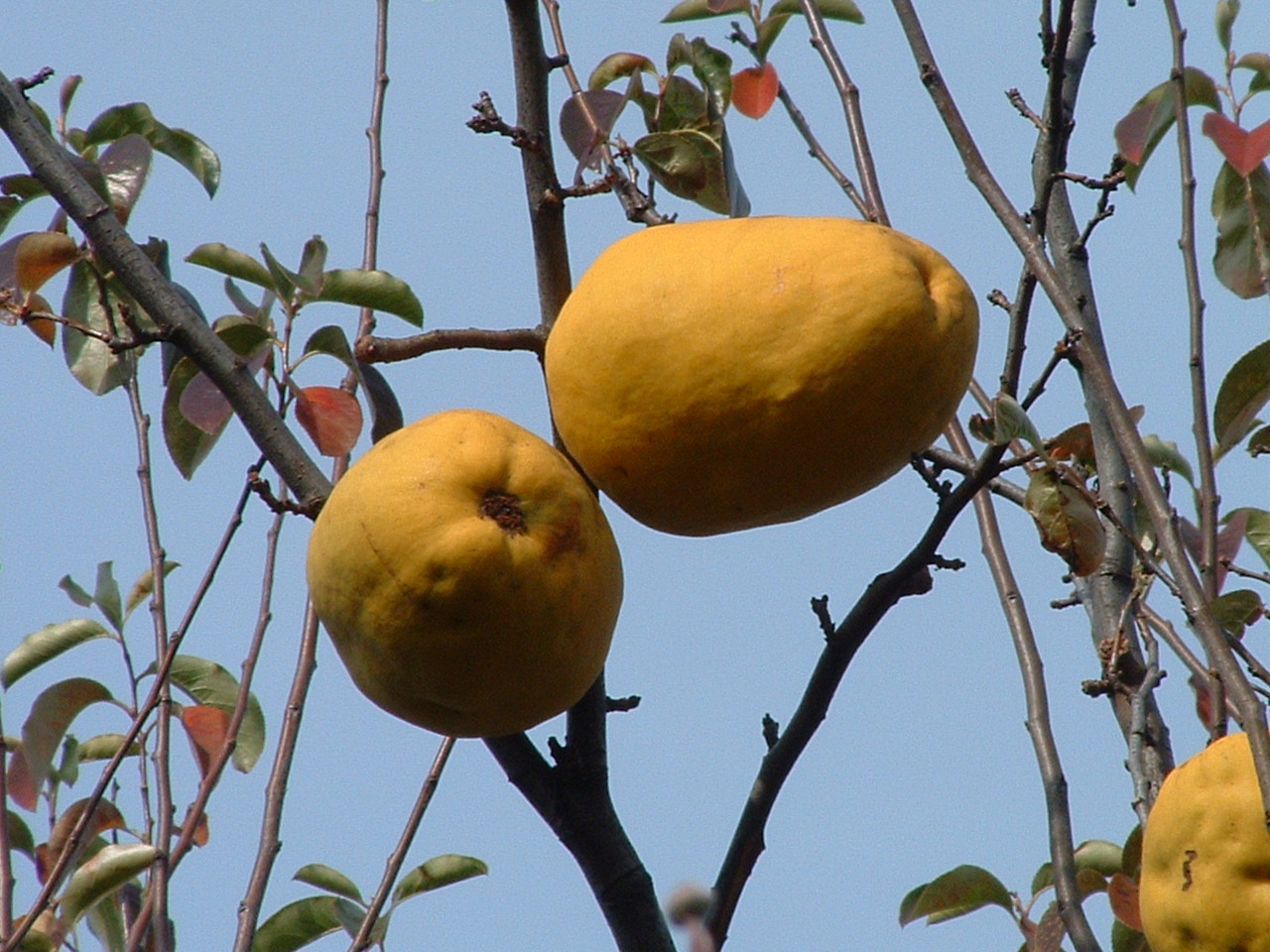
Zrající plody

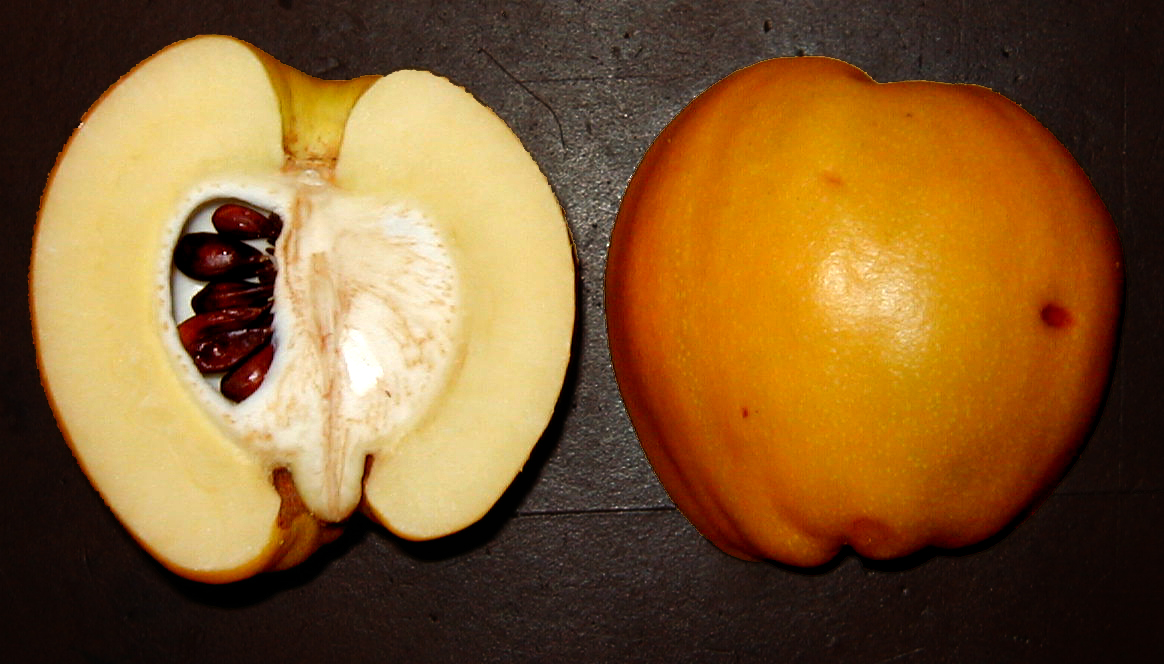
Rozpůlený plod

Kdoulovec čínský (Pseudocydonia sinensis) je opadavý, beztrnný, listnatý strom vysoký jen do 6 m nebo keř dorůstající do výše 4 m. Jak patrno z druhového jména, pochází z Číny, kde je endemit. Bývá poměrně řídce pěstovaný v Evropě i Severní Americe, v mírném podnebí jako okrasná dřevina, v teplejších oblastech i pro plody.
V minulosti byl jedním z pěti druhů rodu Chaenomeles, ze kterého byl přeřazen do monotypického rodu Pseudocydonia. Odlišuje se od zbývajících druhů jednotlivě postavenými květy, uspořádáním nitek v květu do kruhu a osinovitými špičkami listů.

## Rozšíření
Dřevina je původním druhem ve střední, jižní a východní Číně, v provinciích: An-chuej, Če-ťiang, Fu-ťien, Che-pej, Chu-pej, Kuang-si, Kuang-tung, Kuej-čou, Šan-tung, Šen-si, Ťiang-si a Ťiang-su, kde se obvykle pěstuje do nadmořské výšky 1000 m n. m. Druhotně byla rozšířena do blízké Koreje a na ostrovy Japonska. Pro své atraktivní květy, listy i plody je vysazována ve vícero evropských i severoamerických zemích a někde dokonce zplaněla, například v Kalifornii ve Spojených státech amerických.
V České republice se pěstuje poměrně málo, k vidění je např. v Arboretu Žampach u Žamberku.

## Ekologie
Nejlépe roste a kvete na plném slunci, vyhovují mu půdy propustné, ale přiměřeně vlhké a mohou být i slabě kyselé. Je uváděna jeho odolnost vůči mrazu pro zónu č. 6, která platí pro českou krajinu do nadmořské výšky 400 m n. m. Doporučuje se vysazovat mimo mrazové kotliny, nejlépe na chráněném místě se západní nebo jižní expozicí.
Kvete brzy po olistění v dubnu a květnu, plody dozrávají v září a říjnu. Na podzim se listy nádherně vybarvují od žluté přes šarlatovou do purpurově fialové barvy, na zimu ve středoevropském podnebí zcela opadávají.

## Popis
Je opadavý až poloopadavý malý strom, dorůstající v domovině do 6 m (jinde jen do 4 m) nebo nevysoký keř. Strom má krátký, brzy větvený kmínek a nepravidelnou, řídkou, široce vejčitou korunu. Má ozdobnou, lesklou kůru, jenž se odlamuje v nepravidelných plátcích a místa po odloupnutí zůstávají výrazně světlá, takže kmen vypadá jako mramorovaný. Beztrnné větve jsou purpurově červené, v mládí jemně chlupaté a později lysé, pupeny s tupými vrcholy jsou purpurově hnědé. Větve jsou porostlé střídavými, krátce řapíkatými, tmavě zelenými listy dlouhými 5 až 10 cm a širokými 4 až 6 cm. Jejich čepele jsou podlouhle eliptické, na základně zaoblené, na vrcholu špičaté s krátkou osinou a po obvodě bývají jemně vroubkované.
Světle růžové, mělce pohárkovité květy podobné květům jabloní, jsou velké 2,5 až 3 cm. Vyrůstají na loňských letorostech jednotlivě a objevují se krátce po olistění v dubnu a květnu. Květ je oboupohlavný, pětičetný a má krátkou stopku. Kališní lístky jsou kopinaté, nejčastěji špičaté, až 10 mm dlouhé. Korunní lístky jsou narůžovělé, vejčité, u báze mají krátký nehet a celistvá čepel je na vrcholu zaoblená. V květu vyrůstá v jednom kruhu větší počet (kolem dvaceti) tyčinek s prašníky sahající do poloviny korunních lístků, stejně dlouhých čnělek s bliznou může být od dvou po pět. Květy jsou opylovány hmyzem.
Plod je tmavě žlutá, podlouhle vejčitá, dužnatá malvice velká 10 až 15 cm. Vyrůstá na krátké stopce a obsahuje větší počet hnědých, plošně smáčklých semen. Plody po dozrání příjemně sladce voní, jsou jedlé a dají se využít k výrobě marmelády a želé. Semeno je pokryto slizovitou látkou, po namočení je lepkavé a bobtná.

## Rozmnožování
Dřevina se dobře množí semeny, když po dozrání projdou tříměsíční studenou stratifikaci, mohou být ponechána v plodech uložených v chladné, bezmrazé místnosti. Následně se vysejí, po vyklíčení přepikýrují do květináčů a nejméně jednu zimu se ještě pěstují ve skleníku. Druhým rokem, po posledních očekávaných mrazech, se semenáče velké 30 až 50 cm vysazují na trvalé stanoviště. Zvlášť vyšlechtěné kultivary se pro zachování získaných vlastností rozmnožují vegetativně, řízkováním či roubováním.

## Význam
Jak již výše uvedeno, kdoulovec čínský se nejčastěji pěstuje v okrasných zahradách a parcích pro květy, ozdobné listy i plody. Je snahou vyšlechtit mrazu odolné kultivary zajímavých tvarů korun nebo olistění, např. cv. 'Pyramidalis' nebo cv. 'Marmorata'. Několik zralých plodů se obvykle ukládá do místnosti, které propůjčují příjemnou kořenitou vůni. V Koreji se používá k výrobě sirupu.
Ovoce obsahuje hojně lékařsky aktivních složek včetně organických kyselin, triterpenoidů, polyfenolů a flavonoidů rutin a kvercetin, jakož i proanthocyanidiny, u kterých byla prokázána silná antioxidační aktivita. Konzumace plodů má mnoho příznivých účinků na trávení, dýchání i čištění lidského organismu. 
Odvar z listů se používá při léčbě celé řady nemocí, včetně bolestí kloubů, revmatoidní artritidy, hepatitidy, astmatu, nachlazení a souvisejících křečí. Semena v malém množství stimulují dýchání, zlepšuje trávení a podporují pocit pohody, obsahují však kyanogenní glykosidy, které po požití většího množství mohou u citlivých lidí vyvolat slabost, křeče a zástavu dechu.